# Ludovico Roncalli

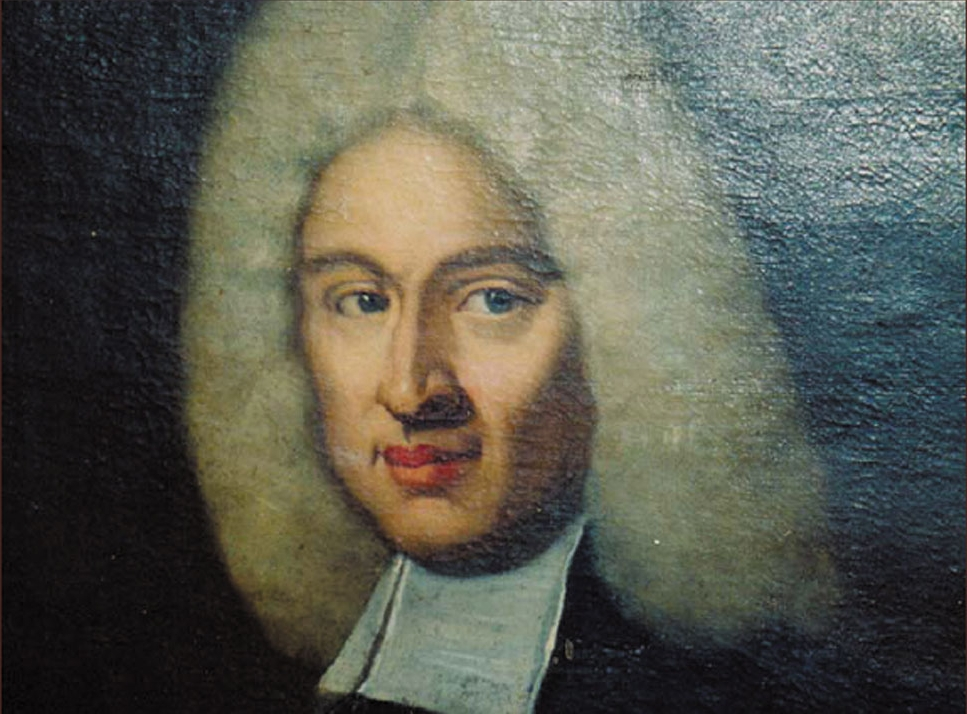
Ludovico Roncalli

Ludovico Antonio Roncalli, auch Ludovico Conte del Roncalli und Lodovico Roncalli (* 6. März 1654 in Bergamo, Italien; † 25. August 1713), war ein italienischer Edelmann, Gitarrist und Komponist. 

## Leben und Wirken
Ludovico Roncalli entstammte einer in Bergamo ansässigen Adelsfamilie. Sicherlich kam er in seiner Heimatstadt mit dem dort tätigen Gitarristen Giovanni Battista Granata (um 1620–1687) in Kontakt. Roncalli veröffentlichte 1692 in Bergamo eine Sammlung von Suiten für 5-chörige barocke Gitarre, Capricci Armonici per la Chitarra spagnuola („Harmonische Caprices für spanische Gitarre“). Zahlreiche Stücke stehen dem französischen Stil nahe, wie man ihn beispielsweise bei Robert de Visée findet.
Die Werke wurden 1881 von Oscar Chilesotti (1848–1916) für moderne 6-saitige Gitarre transkribiert. Das Werk besteht aus neun kompletten Suiten. Es ist häufig in Gitarrenschulen zu finden. Bruno Henze transkribierte das Werk 1955 im Verlag VEB Friedrich Hofmeister Leipzig. Das Original erschien 1982 als Faksimile bei Paolo Paolini in Florenz.
Eine Passacaglia in g-Moll wurde von Ottorino Respighi für seine Antiche danze ed arie entliehen.

## Werkausgaben
- Capricci Armonici sopra la Chitarra spagnola consagrati All’Eminentissimo Principe il signor Cardinale Panfilio, Gran Priore Gerosolimitano in Roma e Legato meritissimo di Bologna dal Conte Lodovico Roncalli. Opera Prima In Bergamo 1698 Sebastian Casetti Intagl. Trascrizione nella moderna notazione. Hrsg. von Oscar Chilesotti. Forni Editore Bologna. (Digitalisat).
  - Fotomechanischer Nachdruck: Bibliotheca Musica Bononiensis. Collana diretta da Giuseppe Vecchi dell’Università degli Studi di Bologna. Sezione IV N. 184. Bologna 1969.
- Adalbert Quadt: Gitarrenmusik des 16.–18. Jahrhunderts. Nach Tabulaturen hrsg. von Adalbert Quadt. Band 1–4. Deutscher Verlag für Musik, Leipzig 1970 ff.; 2. Auflage ebenda 1975–1984, Band 4, S. 1–18 (Fünf Suiten aus Capricci armonici […]).
- Lodovico Roncalli: Partita in D. (In der Reihe Die Sologitarre). Hrsg. von Heinz Teuchert. Musikverlag Hermann Schmidt, Frankfurt am Main (= Schmidt. Nr. 300).